# Василь Роменець
Василь Роменець (1889-1957) — учасник російської революції та Громадянської війни в Росії, більшовик. Партійний та радянський працівник.

## Життєпис
Народився у місті Кролевець. Проходив службу матросом на Балтійському флоті (1910—1912), потім — на Чорноморському флоті (до 1916 року). У 1917 році вступив РСДРП(б). У серпні 1917 року був направлений до Севастополя. Був обраний головою Севастопольського напівекіпажу та членом виконкому Севастопольської ради, членом Центрального комітету Чорноморського флоту (Чорноморського Центрофлоту).
I Загальночорноморський з'їзд у Севастополі обрав головним комісаром Чорноморського флоту матроса-більшовика Василя Роменця замість комісара Тимчасового уряду есера Іллі Бунакова-Фондамінського.
У початковий період Громадянської війни — з листопада 1917 по лютий 1918 — був головним комісаром Чорноморського флоту. У листопаді 1917 року РНК надіслав Роменцеві наступну «настановну» телеграму:
|  | Каледини, корніловці, дутови - поза законом! |

 — промовистий пам'ятник «революційного правосуддя»…
У листопаді 1917 року у Севастополі велася дуже сильна агітація проти отамана Олексія Каледіна. Матроси стали формувати сухопутні загони, що вирушали похідним порядком проти Дону. На фронті, зазнавши поразки та розлютованих, матроси поверталися до Севастополя. Агітація проти офіцерів у Севастополі все зростала. Почалися арешти, спочатку з осіб, нібито причетних до придушення заколоту в Чорноморському флоті в 1912 році. Були заарештовані за наказом комісара — матроса Роменця, адмірали: Новицький, Каськов, Олександров, генерал Кетриц, капітани 1 рангу Кузнєцов, Свіньїн, капітан 2 рангу Садов та кілька інших офіцерів. Вже з 15 грудня розпочався масовий терор.
Після затоплення флоту влітку 1918 року Роменець був призначений військовим комісаром Кубано-Чорноморської Республіки. Був заарештований військами УНР, засуджений до розстрілу, але зміг тікати.
У 1919—1920 роках воював у складі РСЧА з військами ЗСПР. У 1921 — комісар штабу артилерійської оборони Кавказького узбережжя Чорного моря. Надалі був на партійній та радянській роботі.